# Pseudepipona niveopicta
Pseudepipona niveopicta är en stekelart som beskrevs av Giordani Soika 1970. Pseudepipona niveopicta ingår i släktet Pseudepipona och familjen Eumenidae. Inga underarter finns listade i Catalogue of Life.